# Pink Bubbles Go Ape
| 전문가 평가  | 전문가 평가 |
| 평가 점수    | 평가 점수   |
| 출처         | 점수        |
| ------------ | ----------- |
| AllMusic     | [ 1 ]       |
| Sputnikmusic | [ 2 ]       |

《Pink Bubbles Go Ape》는 1991년에 발매된 독일의 파워 메탈 밴드 헬로윈의 네 번째 스튜디오 음반이다. 기타리스트 카이 한센의 탈퇴를 알렸고, 롤랜드 그래포우가 그를 대신했다. 또한 EMI 레코드에서 발매된 첫 번째 음반이었다.

## 배경
이 음반에는 〈Kids of the Century〉와 〈Number One〉인 두 개의 싱글이 포함되어 있다. 〈Number One〉는 영국에서 56위에 올랐다. 미하엘 바이카스에 따르면 트랙 〈Heavy Metal Hamsters〉(아마도 밴드의 이전 음반 회사에 대해 쓴 것으로 추정)는 음반에 수록될 의도가 전혀 없었고, 오히려 싱글의 B-사이드에 있었다.
프로듀서, 밴드 멤버, 매니지먼트 및 음반 회사 사이의 많은 분쟁이 뒤따랐다. 바이카스는 베테랑 영국의 프로듀서 크리스 샹그리디에게 많은 책임을 돌렸다. 바이카스는 "바로, 저는 일들이 잘못되고 있다는 것을 알 수 있었고, 그 쇼는 미하엘과 잉고에 의해 운영되고 있었고, 크리스는 단순히 제 노래를 좋아하지 않았습니다. 그는 그들이 가지고 있는 특정한 영리함을 이해할 수 없었습니다."라고 말했다. 바이카스는 토미 한센이 그 음반을 제작하기를 원했다.
또한 밴드는 새 음반을 녹음하는 데 거의 40만 파운드를 썼다. "모든 상황이 나빴다"라고 미하엘 키스케는 2017년에 말니다. "우리는 덴마크의 스튜디오에서 많은 돈을 썼지만 영감은 없었습니다."
스톰 소거슨은 《Pink Bubbles Go Ape》의 커버를 디자인했고 그 커버의 소녀는 그의 조카입이. 소거슨은 또한 〈Kids of the Century〉의 홍보 비디오를 감독했다.

## 곡 목록
| #   | 제목                          | 작사·작곡                   | 재생 시간 |
| --- | ----------------------------- | --------------------------- | --------- |
| 1.  | 〈Pink Bubbles Go Ape〉       | 미하엘 키스케               | 0:36      |
| 2.  | 〈Kids of the Century〉       | 키스케                      | 3:51      |
| 3.  | 〈Back on the Streets〉       | 롤랜드 그래포우, 키스케     | 3:23      |
| 4.  | 〈Number One〉                | 미하엘 바이카스             | 5:13      |
| 5.  | 〈Heavy Metal Hamsters〉      | 바이카스, 키스케            | 3:27      |
| 6.  | 〈Goin' Home〉                | 키스케                      | 3:51      |
| 7.  | 〈Someone's Crying〉          | 그래포우                    | 4:18      |
| 8.  | 〈Mankind〉                   | 그래포우, 키스케            | 6:18      |
| 9.  | 〈I'm Doin' Fine, Crazy Man〉 | 마커스 그로스코프, 그래포우 | 3:39      |
| 10. | 〈The Chance〉                | 그래포우                    | 3:47      |
| 11. | 〈Your Turn〉                 | 키스케                      | 5:38      |